# Alisalia
Alisalia es un género de escarabajos de la familia Staphylinidae.

## Especies
- Alisalia antennalis Casey, 1911
- Alisalia austiniana Casey, 1911
- Alisalia bistriata (Bernhauer, 1909)
- Alisalia brevipennis Casey, 1911
- Alisalia delicata Casey, 1911
- Alisalia elongata Klimaszewski & Webster, 2009
- Alisalia minuta Klimaszewski & Webster, 2009
- Alisalia minutissima Casey, 1911
- Alisalia parallela Casey, 1911
- Alisalia testacea Casey, 1911